# Rie van Veen
Maria van Veen, dite Rie van Veen, née le 11 février 1923 à Rotterdam (Pays-Bas) et morte en 1995, est une nageuse néerlandaise, qui remporte 3 médailles aux Championnats d'Europe de natation 1938.

## Carrière
Le 26 février 1938, elle établit un nouveau record du monde du 200 m nage libre en 2 min 24 s 06. Quelques semaines plus tard aux Championnats d'Europe, elle remporte trois médailles : l'argent sur le 4 × 100 m nage libre et sur le 400 m ainsi que le bronze sur le 100 m nage libre.
Le 27 mai 1943, elle épouse Adrianus Thuis, un entraîneur de natation originaire de Haarlem et annonce finalement la fin de sa carrière le 6 octobre de la même année.